# Proposició (lògica)
Una proposició és un conjunt de paraules amb sentit, si bé el terme al·ludeix a realitats diferents segons l'escola d'estudiosos que se segueixi. Proposició pot ser sinònim de frase o d'oració en sentit ampli, si bé alguns parlen de proposició com cada una de les parts d'una oració composta. En el camp de la lògica, una proposició és la frase enunciativa que formula un argument del qual es pot analitzar la veritat o falsedat. En un sentit no gramatical, una proposició és un suggeriment, una invitació o una demanda. Tant en la lògica com en la filosofia, el terme proposició és una mica ambigu i s'usa per referir-se a:
- Les entitats portadores dels valors de veritat.
- Els objectes de les creences i d'altres actituds proposicionals.
- Els referents de les clàusules 'que', com «en Joan creu que el Sol és una estrella».
- El significat de les oracions declaratives, com «el Sol és una estrella».

## La lògica i altres ciències
Un enunciat lingüístic (generalment en la forma gramatical d'una oració enunciativa) pot ser considerat com proposició lògica quan és susceptible de poder ser veritable o fals. Per exemple "És de nit" pot ser Vertader o Fals.
Encara que hi ha lògiques polivalents, amb vista a la claredat del concepte, aquí considerem únicament el valor de Veritat o Falsedat.
Es diu proposició atòmica quan fa referència a un únic contingut de veritat o falsedat; vindria a ser equivalent a la pregària enunciativa simple en la llengua.
Proposició molecular quan està constituïda per diverses proposicions atòmiques unides per certes partícules anomenades "nexes o connectives", que estableixen relacions sintàctiques com funció de coordinació i subordinació determinades entre les proposicions que la integren; això passés en la funció de les conjuncions a les oracions compostes de la llengua.

### Proposició, enunciat i creença
"Plou" és un enunciat, el mateix que "It Rains". Tots dos enunciats expressen la mateixa proposició lògica, ja que tots dos representen sempre el mateix valor de veritat, vertader o fals en qualsevol situació, ja sigui de veritat o de falsedat.
També es distingeix la proposició de la creença. Apreciar, percebre que plou com a acte intern de l'individu fonamenta la creença, amb independència de la seva expressió lingüística. Podríem d'alguna manera considerar-lo com pensament. Mirar per la finestra i constatar que plou suscita una creença que "està plovent", amb independència que s'expressi afirmat en un enunciat.
Com proposició, (independent de les creences i els pensaments de qualsevol, amb independència del llenguatge o forma d'expressió lingüística en què s'expressi el pensament, fins i tot de la realitat que plogui o no plogui), a la lògica el que li interessa és únicament la funció: «poder ser vertader o fals» .
Alguns filòsofs, per això, van arribar a pensar que la lògica parla del possible, el que pot ser o no ser, o de "mons compassos", però no de la realitat. (Món = conjunt determinat de possibles compatibles en una unitat possible).
La lògica es preocupa de les proposicions, i estudia les formes vàlides segons les quals a partir de la veritat o falsedat d'una o diverses proposicions es pugui argumentar o inferir la veritat o falsedat d'altres.
Per això la veritat lògica és una veritat formal, que no té contingut. Això explica per què pot establir les seves lleis i regles de manera simbòlica, construint diversos càlculs que puguin modelitzar alguns contextos lingüístics o teories científiques, de manera semblant a les matemàtiques.
El seu element fonamental és la proposició lògica i la definició de les regles.
Tinguem en compte que el càlcul lògic basat en valor V i F, traduït com a sistema binari a 1 i 0, és la base sobre la qual s'han construït les màquines de càlcul i els ordinadors o ordinadors.
Els enunciats i els judicis subjectius són estudiats per altres ciències.

### Proposició atòmica i molecular
En els casos anteriors hem considerat únicament la possibilitat d'un enunciat atòmic o simple, simbolitzada amb una sola variable. Aquestes proposicions es diuen atòmiques.
Si establim connexions lògiques entre diverses proposicions segons unes regles perfectament establertes en els seus elements simbòlics i definides com a funcions de veritat, construirem proposicions moleculars o compostes.
Així la proposició "Si plou, llavors el terra està mullat", enllaça la proposició "plou" amb la proposició "el terra està mullat", sota l'aspecte de funció de veritat "si... llavors...".

### Proposició lògica i valors de veritat
El valor de veritat d'una proposició lògica atòmica és, per definició, veritable o fals (podem representar com V o F).
Així l'enunciat "plou" és veritable si i només si està plovent en aquell moment. Però si aquest enunciat es considera com a proposició lògica atòmica, p, llavors pot ser tant veritable com falsa.
És una veritat de fet o contingent, perquè té els dos possibles valors de veritat, per la mateixa definició de proposició lògica.
El contingut de la relació d'un enunciat amb la realitat no és objecte de la lògica sinó d'altres ciències.

#### Veritat de fet o contingent, contradicció i tautologia
El valor de veritat d'una proposició molecular pot oferir els següents casos:
* Que el seu valor depèn del valor de veritat de les proposicions que la integren, segons les connexions lògiques que les uneixen. En aquest cas aquesta proposició té un valor de Veritat de fet o contingent. Pot ser unes vegades veritable i altres vegades falsa segons la veritat o falsedat de cadascuna de les proposicions atòmiques que la integren.
El valor lògic V (veritat) de la proposició "plou i fa calor", només es donarà en el cas que les dues proposicions "plou" (p) i "fa calor" (q) siguin preses en el seu valor de V; en els altres casos serà falsa. No obstant això en la proposició "plou o fa calor" n'hi ha prou que una de les dues sigui considerada en el seu valor de veritat V perquè la proposició molecular sigui veritable. La funció "i" conjuntiva i la funció "o" disjuntiva es defineixen a taules de veritat, com a funcions de veritat, functors o connectives.
Les dues proposicions moleculars enunciades més amunt poden ser veritables o falses segons siguin els valors que prenguem en consideració en cadascuna de les proposicions que la integren. Per això ambdues són contingents.
* Que el seu valor de veritat no depengui del valor de veritat de les proposicions que la formen, sinó que, per la forma en què s'estableixen les seves connexions, com relacions lògiques, sempre i necessàriament és falsa. Llavors aquesta proposició és una contradicció.
El valor de veritat de la proposició "plou i no plou" és una contradicció i sempre serà falsa, amb independència del valor que considerem V o F de "plou" (p) i de "no plou" (¬ p). La funció de veritat "no" es defineix mitjançant una taula de veritat.
* Que el seu valor de veritat no depengui del valor de veritat de les proposicions que la formen, sinó que, per la forma en què s'estableixen les seves connexions, sempre i necessàriament és veritable. Llavors aquesta proposició és una tautologia.
El valor de veritat de la proposició "plou o no plou", és una tautologia i sempre serà veritable amb independència dels valors que considerem de "plou" (p) o de "no plou" (¬ p).
L'anàlisi del valor de veritat d'una proposició es realitza mitjançant les taules de veritat.
Les tautologies es constitueixen com a "lleis lògiques" o "veritats formals" i són la base sobre la qual es construeixen les regles d'inferència en el raonament o càlcul lògic.

## Anàlisi lògica de les proposicions
Fins ara s'ha considerat la proposició com un tot, però també pot analitzar la proposició de diverses maneres:
1. Com que l'atribució que es fa d'una propietat com predicat d'un subjecte gramatical.
Sol simbolitzar com S és P .
"Maximilià corre" és interpretada segons aquest punt de vista com "Maximilià és un ésser que està corrent ara", és a dir, Maximilià, Subjecte, se li atribueix un Predicat: l'acció de córrer ara com una propietat (córrer) que s'està realitzant, ( ara ), a Maximilià.
Tradicionalment la lògica aristotèlica considerava d'aquesta manera la proposició lògica. Aquest tipus d'anàlisi està clarament en desús, ja que introdueix el verb «ser» com a referència a la realitat que, per definició, és un element extralógic. Per això Aristòtil considerava la validesa formal dels seus arguments com sil·logisme categòric. Avui dia no s'accepta aquesta argumentació com categòrica, el que no treu res a la validesa formal del sil·logisme. Avui dia la lògica aristotèlica «s'interpreta» com a lògica de classes.
2. Com la unió o separació de classes que tenen o no tenen una propietat comuna.
Un conjunt d'individus definits per una propietat, és a dir com classificats, pertanyen o no pertanyen a una classe definida com a relació entre classes.
La proposició "els gossos són mamífers", s'interpreta com "Tots els individus que pertanyen a la classe dels gossos pertanyen a la classe dels mamífers", dit d'una altra manera: la classe dels mamífers inclou a la classe dels gossos.
Per classe s'entén un conjunt d'individus que tenen una propietat comuna. Qualsevol individu de l'univers es defineix per pertànyer o no pertànyer a una classe.
En el cas de Maximilià, Maximilià és una classe sencera, universal, perquè només està formada per un únic individu: Maximilià. L'enunciat anterior ha de llegir-se ara com: "La classe Maximilià = Maximilià, pertany a la classe dels éssers que corren".
El valor V o F de les proposicions atòmiques part dels individus x, y, z, etc. considerats únicament com a pertanyents o no pertanyents a una classe.
Els valors de veritat de les proposicions moleculars i les seves relacions amb altres proposicions sorgeixen a partir de les relacions i operacions entre les classes. La lògica de classes estudia aquestes operacions i els seus connectives lògiques.
En matemàtiques les classes es consideren com a conjunts i els individus són considerats com a elements.
3. Com esquema cuantificacional d'un predicat que s'afirma d'un argument.
"Maximilià corre" és ara analitzat com Fx en què l'argument x és reemplaçat per Maximilià i F com predicat reemplaça a córrer. Pel mateix F (x, y) quan x és Maximilià ei és Ferran.
Per proposicions generals i particulars cal utilitzar quantificadors
/\X/Fx Per a tot x es compleix Fx. Tots els homes són mortals. On x és un home i F és ser mortal.
\/X/Fx ha cap x en què es compleix Fx. Alguns homes són mortals.
4. Com esquema relacional 
Pepe estima a Maria és ara analitzada com Rab, on R és la relació que simbolitza "estimar", a és Pepe ib és Maria. Noteu que no és el mateix que RBA, ja que seria Maria estima Pepe.
El que dona lloc a una lògica de relacions.
Els càlculs poden ser eternament infinits segons considerem les proposicions i definim les regles. Però a la lògica li interessen aquells que resulten útils per a ser aplicats a un àmbit específic, capaços de generar models d'interpretació, ja siguin lingüístics o d'una altra classe. L'anomenat càlcul de deducció natural, és el més fàcilment lligat a l'expressió lingüística habitual.

## Proposició en la lògica aristotèlica
Les proposicions en la lògica aristotèlica poden ser afirmatives i negatives. A lògica bivalent o lògica binària, la negació d'una proposició negativa equival a una afirmació.
El predicat d'una proposició negativa està pres en la seva extensió universal, es refereix a tots. El predicat d'una proposició afirmativa està pres en la seva extensió particular, alguns.
Per la seva extensió, les proposicions poden classificar-se en universals, quan el subjecte està pres en la seva extensió universal ( "Tot S és P" ), particulars, quan el subjecte està pres en la seva extensió particular ( "Algun S és P" ).
La combinació d'ambdós criteris dona lloc als següents tipus de proposicions:
- Universal afirmativa (Tots els humans són mortals).
- Universal negativa (Cap humà és mortal).
- Particular afirmativa (Alguns planetes giren al voltant del Sol).
- Particular negativa (Alguns planetes no giren al voltant del Sol).
- Existencial afirmativa (Sòcrates existeix).
- Existencial negativa (Sòcrates no existeix).

Les proposicions són els elements a partir dels quals es construeixen els raonaments. La lògica aristotèlica estudia els raonaments segons un esquema anomenat sil·logisme.

## Crítiques a la noció de proposició
La qüestió la podríem formular d'aquesta manera. És la proposició més que un enunciat expressat en un llenguatge determinat?
Els que consideren que la veritat lògica és independent del llenguatge consideraran que la proposició representa l'estructura lingüística com una cosa independent dels enunciats:
- Perquè no parla del món;
- Perquè les seves veritats només representen una estructura gramatical (sintaxi) que permet que qualsevol substitució de les seves variables donarà un resultat tautològic, com a veritat òbvia.

Els que consideren que la veritat només és aplicable al món i als enunciats directament, sense haver d'arribar a la confusió de la lògica amb el llenguatge, consideren la proposició com un artefacte conceptual inútil:
- La gramàtica, com a estructura sintàctica, és un assumpte del llenguatge.
- Però també el lèxic
- I, quan parlem, parlem del món i per això hem d'utilitzar el lèxic
- I la veritat és un assumpte del món

Certament la veritat lògica s'ha de mantenir, com a veritat, a través de totes les substitucions lèxiques, i no depèn dels trets del món que s'expressen mitjançant el lèxic.
Però:
| «                        | no pot dependre d'altres trets del món, de trets que el nostre llenguatge reflecteixi en les seves construccions gramaticals, i no en el seu lèxic? No tindria cap interès objectar aquí que la gramàtica varia d'un llenguatge a un altre, perquè el mateix li passa al lèxic. Potser les veritats lògiques deguin la seva veritat a certs trets de la realitat que es reflecteixen d'una manera en la gramàtica del nostre llenguatge, d'una altra manera en la gramàtica d'un altre llenguatge, i d'una altra manera en la combinació de la gramàtica i el lèxic d'un tercer llenguatge. | » |
| — Quine. op. cit. p, 164 | |   |

El que potser ens remeti a la noció de la creença com evidència, anterior a la mera constitució del signe i la seva articulació lingüística.